# Quo Vadis? (1924)
Quo Vadis? ist ein italienischer Monumentalstummfilm aus dem Jahr 1924 mit Emil Jannings in der Rolle des Nero. Der Film ist eine Neuverfilmung des gleichnamigen Films aus dem Jahre 1913 und bereits die vierte Verfilmung des 1895 veröffentlichten Romans des polnischen Autors Henryk Sienkiewicz.

## Handlung
Der Film folgt weitgehend der Romanvorlage.
Das antike Rom im ersten nachchristlichen Jahrhundert, zur Zeit Kaiser Neros. Überall herrscht grenzenloser Sittenverfall, der machthungrige Imperator herrscht mit harter Hand und gilt als grausam, eitel und skrupellos. Er verstößt seine Ehefrau und heiratet die seinem Wesen nicht unähnliche Poppea, der es nach Macht, Gier und Ausschweifung gelüstet. Eines Tages wird sie jedoch von Nero umgebracht. Unter der Despotie Neros leidet vor allem eine kleine, aber stetig anwachsende Gruppe Andersgläubiger, die sich Christen nennen. Nero, umgeben von Höflingen wie dem klugen Petronius und dem finsteren Tigellinus, sieht in ihnen eine revolutionäre, religiöse Bewegung, die ihm eines Tages mit ihrem Glauben an nur einen Gott gefährlich werden könnte. 
Zwischen dem römischen Feldherrn Marcus Vinitius und der jungen Christin Lygia beginnen sich derweil ernsthafte Gefühle zu entwickeln. Während er anfänglich uneingeschränkt an den festlichen Gelagen und Ausschweifungen seines Oberbefehlshabers teilnimmt, kommen dem römischen Soldaten nach einiger Zeit doch ernsthafte Zweifel an Neros Zurechnungsfähigkeit. Denn dieser lebt nicht nur in größter Verschwendungssucht, sondern beginnt die Christen immer intensiver und grausamer zu verfolgen. Lygias Reinheit des Herzens bekehrt schließlich den hartgesottenen Feldherrn. Nero lässt als finalen Akt einer wahnhaften Selbstinszenierung Rom anzünden, um diese schreckliche Tat den Christen unterzuschieben und sie dann umso unbarmherziger verfolgen lassen zu können.

## Produktionsnotizen
Quo Vadis? wurde 1923 und 1924 in Rom gedreht. Fälschlicherweise wird oft behauptet, dass der Film erst 1925 anlief. In Rom feierte der Film zwar am 16. März 1925 seine italienische Erstaufführung und wurde bereits im vorhergehenden Monat auch in amerikanischen Kinos gezeigt. Jedoch konnte man Quo Vadis? sowohl in Deutschland als auch in Österreich bereits im Oktober 1924 sehen. In beiden deutschsprachigen Ländern lief er in zwei Teilen an und besaß eine Gesamtlänge von 3372 Metern.
Bei dieser in italienischer Produktion, aber mit deutscher Beteiligung gedrehten Quo Vadis?-Version handelt es sich bereits um die vierte Sienkiewicz-Verfilmung. 1901 entstand ein französischer Kurzfilm gleichen Namens, 1910 verfilmte André Calmettes das Buch, jedoch unter dem Titel "Zur Zeit der ersten Christen". 1913 folgte dann die erste italienische Monumentalfilmversion.

## Kritiken
Die zeitgenössische und die Nachkriegskritik kam zu höchst unterschiedlichen Einschätzungen:
In der Neuen Freien Presse vom 10. Oktober 1924 heißt es: "[E]in sehenswerter, höchst sehenswerter Film. An den historischen Stätten des Geschehens aufgenommen, malt er das kaiserliche Rom der Verfallszeit mit all seinem Prunk, seiner Genußsucht, seiner Wollust, seiner Grausamkeit. Asketisches Christentum in düsteren Katakomben stellt dazu den wirksamen, durch die Geschichte gegebenen, manchmal vielleicht nur allzu laut betonten Kontrast. Breit, in zwei vielaktigen Teilen, immer jedoch mit überraschenden Spannungsreizen formt die Bearbeitung das Material der Erzählung. (…) Die Atmosphäre der Epoche umfließt und durchdringt den Zuschauer. Historie wird ihm, wenn auch im herkömmlichen Sinn, eindringlich mit Kraft und Mut vermittelt. Vom flammenden Rom wird freilich mehr der Eindruck als der Brand selbst gezeigt, mehr Detail der Flucht und Verängstigung als das grandiose Schauspiel einer lodernden Weltstadt. Dennoch: ein sehenswerter, ein höchst sehenswerter Film. Denn Jannings spielt den Nero. Baut diesen verschrienen Charakter in genialem Instinkt oder in künstlerischer Bewußtheit so intensiv, so groß in seiner Kleinheit auf, daß man nicht fühlt: „So kann Nero gewesen sein“, sondern: „So muß Nero gewesen sein“. (…) Die Regie verdient jede Anerkennung. In Einzel- wie in Massenszenen hat sie Außerordentliches geleistet. Die Interieurs sind echt, die Photographie bei aller Klarheit wundervoll weich."
In der Ausgabe vom 16. Februar 1925 schrieb Mordaunt Hall in der New York Times nach der amerikanischen Erstaufführung: „No mercy is shown for the memory of Nero in the new Italian film version of "Quo Vadis," which was presented last night at the Apollo Theatre before an audience which included many theatrical and screen celebrities. It fell to Emil Jannings, who has been seen in films as a Russian Emperor, as a French King, and latterly as a German doorman, to depict Nero as a flabby, fatuous, fawning, driveling coward, eager to burst into song and gullible enough to drink in the lying praise of some of the sycophants (…) If Nero had been Emil Jannings's bitterest enemy he could not have held him up to greater ridicule. But after all there was a vein of strength in the rascal who thought he could sing and play, which was not brought out. Mr. Jannings's performance at times is excellent, but in many of the scenes he is a halting, posing, most deliberate Emperor. It is in some instances the acting of an old tragedian. (…) The whole production is excellent as a spectacle, but is too tedious in many sequences to be a good entertainment. Except for the imposing mob scenes and the impressive effect obtained with a troup of lions, it is a production which might have been made several years ago. (…) The real and artificial settings in this film are impressive. Some of the players appear often to be conscious of their Roman apparel and Senatorial wreaths. Lillian Hall Davis, in a thick flaxen wig, impersonates Lygia. She is acceptable, but most methodical in her portrayal. Andre Habay gives a good account of himself as Petronius (…) Others are fair in their roles, but there is nothing untoward in the direction of the players beyond the handling of the huge crowds and the prodigious scenes.“
Jerzy Toeplitz schreibt in seiner „Geschichte des Films“: "Man versuchte, den historischen Film durch „internationale Kombinationen“ zu neuem Leben zu erwecken, die damals sehr in Mode waren. Der Produzent von „Quo Vadis?“ (1924) der Rechtsanwalt Barattolo, engagierte für den Nero Emil Jannings und als Mitregisseur neben dem Italiener Gabriellino D'Annunzio den Deutschen Georg Jacoby. Aber diese Namen und die verausgabten Millionen für die Produktion halfen nicht. Die neue Fassung von Quo Vadis? war viel schwächer als Guazzonis Film, der zehn Jahre zuvor den Auslandsmarkt für die italienische Kinematografie erobert hatte."